# Clive Davis
Clive Davis (Brooklyn, 4 de abril de 1932) é um produtor musical e fundador da gravadora Arista Records. Já venceu cinco Grammy Awards e é membro do Rock and Roll Hall of Fame.
Em 1974, funda a Arista Records. Este selo logo se transforma em um dos mais variados de toda a indústria musical. Fazem parte da gravadora grandes artistas como Leona Lewis, Barry Manilow, Dionne Warwick, Whitney Houston, Mónica, Gary Glitter, Exposé, Angie Aparo, Sarah McLachlan, Annie Lennox, Kenny G, The Notorious B.I.G., Diddy, Aretha Franklin, Toni Braxton, Air Supply, Ace of Base, The Alpha Band, The Grateful Dead, TLC, Willie Nile, Nona Hendryx, Fantasia Barrino, Patti Smith e Ringo Starr.
É o descobridor da banda Aerosmith e das cantoras Janis Joplin e Whitney Houston.